# Dioptromysis spinosa
Dioptromysis spinosa är en kräftdjursart som beskrevs av Brattegard 1969. Dioptromysis spinosa ingår i släktet Dioptromysis och familjen Mysidae. Inga underarter finns listade i Catalogue of Life.